# St Hilary
St Hilary – wieś w Anglii, w Kornwalii. Leży 8 km na wschód od miasta Penzance i 403 km na zachód od Londynu. W 2001 miejscowość liczyła 785 mieszkańców.